# Trango-Türme
Die Trango-Türme, die Teil der Trango-Gruppe sind, bilden eine Kette von Granitspitzen an der Nordseite des Baltoro-Gletschers gegenüber von Urdukas im Baltoro Muztagh im Karakorum. Die Trangos bestehen aus mehreren Gipfeln mit teilweise nahezu vertikalen Wänden. Die Trango-Türme werden im Osten vom Dunge-Gletscher und im Westen vom Trango-Gletscher flankiert.
Der mit 6287 m höchste Gipfel, der Great Trango Tower, wurde zuerst am 21. Juli 1977 von den Amerikanern Galen Rowell, John Roskelley, Kim Schmitz und Dennis Hennek durch die Südwand erreicht. Südlich des Gipfels befinden sich zwei kleinere Nebengipfel, der Trango Pulpit und der Trango Castle.
Der spektakulärste unter den Trango-Türmen ist der 6251 m hohe Nameless Tower, auch als Trango Tower bekannt, der sich im Nordwesten des Great Trango Towers befindet. Am 8. Juli 1976 gelang den Briten Mo Anthoine und Martin Boysen die Erstbesteigung über die Südwestwand. Am nächsten Tag folgten Joe Brown und Malcom Howells.
Im Norden des Trango Towers befindet sich der Trango Monk. 
Weiter nördlich schließen sich weitere Berge mit dem Namen Trango an, die aber üblicherweise nicht mit zu der Gruppe gezählt werden. Zunächst folgt der Trango Ri mit 6363 m Höhe. Südöstlich dieses Gipfels befindet sich der Trango II mit 6327 m Höhe.